# Neolana septentrionalis
Neolana septentrionalis är en spindelart som beskrevs av Forster och Wilton 1973. Neolana septentrionalis ingår i släktet Neolana och familjen Amphinectidae. Inga underarter finns listade i Catalogue of Life.